# Западная Прорва
Западная Прорва — нефтегазоконденсатное месторождение расположено в Атырауской области Казахстана, в 170 км к юго-востоку от г. Атырау. Месторождение открыто в 1964 году.
Глубина залегания колеблется от 2100 до 3400 м. Нефтеносность связана с юрскими и триасовые отложениями.
Геологические запасы оцениваются в 50 млн. тонн нефти.
Оператором месторождения является казахстанская нефтяная компания Разведка Добыча «КазМунайГаз».